# 光学機器製造技能士
光学機器製造技能士（こうがくききせいぞうぎのうし）とは、国家資格である技能検定制度の一種で、都道府県知事（問題作成等は中央職業能力開発協会、試験の実施等は都道府県職業能力開発協会）が実施する、光学機器製造に関する学科及び実技試験に合格した者をいう。
なお職業能力開発促進法により、光学機器製造技能士資格を持っていないものが光学機器製造技能士と称することは禁じられている。

## 区分
光学機器製造の中で光学ガラス研磨作業、光学機器組立て作業に分かれる。

## 級別
光学ガラス研磨作業、光学機器組立て作業ともに1級、2級の別がある。

## 実技作業試験内容

### 光学機器製造(光学ガラス研磨作業)
- 1級：光学部品[材質BK7同等品レンズ(7個)、平面板(1個)及びプリズム(1個)]を研磨機(3軸)、原器、測定具類、副資材等を使用し、はりつけ、砂かけ、みがき、はくり及び洗浄を行い、要求精度以内にみがきあげる。試験時間＝6時間30分
- 2級：下記に示す課題のうち、1～3の光学部品（材質BK7同等品）のうち一つを選択し、研磨機(2軸)、原器、測定具類、副資材等を使用し、はりつけ、砂かけ、みがき、はくり及び洗浄を行い、要求精度以内にみがきあげる。

1. レンズ凸面(7個)及びレンズ凹面(3個)の研磨。試験時間＝4時間30分
2. 平面板(1個)及びフィルタ(1個)の研磨。試験時間＝6時間
3. プリズム(1個)及び平行平面板(1個)の研磨。試験時間＝5時間30分

### 光学機器製造(光学機器組立て作業)
- 1級：コリメータ、望遠鏡の光学系をそれぞれ組立て、半透過鏡とプリズムとを適正位置に配置し、コリメータからの光路を2光路に分け、さらにこれらを統合し、望遠鏡で十字線の合致及びピント精度の確認を行う。試験時間＝3時間
- 2級：コリメータ、望遠鏡の光学系をそれぞれ組立て、コリメータと望遠鏡とを一直線上に配置し、望遠鏡で十字線の合致及びピント精度の確認を行う。試験時間＝3時間